# 우전 (동오)
우전( ? ~ 258년)은 중국 삼국 시대 동오의 무장이다.

## 사적
태평 2년(257), 조위의 장군 제갈탄이 사마소의 반역의 음모에 반발하여 수춘(壽春)에서 모반을 일으키고 동오에 장사(長史) 오강과 아들 제갈정을 인질로 보내 도움을 요청했을 때, 전역 · 전단 · 주이 · 당자 · 문흠 등과 함께 3만 명의 원군을 이끌고 수춘으로 출정하였다. 그러나 전역과 전단은 종회의 이간책에 빠져 조위에 투항하였고, 주이는 손침에게 죽었다.
태평 3년(258), 사마소가 수춘성을 공격하니 당자와 왕조(王祚) 등도 투항하였다. 문흠이 제갈탄에게 처형당한 뒤 아들 문앙이 위나라에 투항하자, 군사들이 크게 동요하였다. 사마소는 다시 수춘성을 공격하여 함락시켰고, 제갈탄은 대장군사마(大將軍司馬) 호분의 병사에게 죽었다. 이때 우전은
| “ | 대장부가 주군의 명을 받아 군세를 이끌고 남을 도우러 갔는데 이기지 못하고 적에게 포박당하는 처지가 되다니, 나는 그럴 수 없다. | ” |

라고 말하고는 투구를 벗고 적진에 뛰어들어가 죽었다.